# 弗朗西斯科·孔塞桑
弗朗西斯科·费尔南德斯·达孔塞桑（葡萄牙語：Francisco Fernandes da Conceição，發音：[fɾɐ̃ˈsiʃku kõsɐjˈsɐ̃w̃]；2002年12月14日—），葡萄牙职业足球运动员，司职中场，現效力于意甲俱乐部尤文图斯和葡萄牙國家足球隊。
孔塞桑出身于波尔图青训系统，2021年晋升一线队，2022年率领波尔图达成葡超、葡萄牙盃双冠王，2022年7月获荷甲俱乐部阿贾克斯租借一年，2023年9月租借期满回归波尔图，至赛季结束时正式签约。2024年8月，获租借到意甲俱乐部尤文图斯一年。
孔塞桑曾代表葡萄牙各级青年队参加国际比赛，其中在2021年率领葡萄牙U21拿下2021年欧洲U-21足球锦标赛亚军。2024年，孔塞桑获葡萄牙国家队征召，参加同年举行的欧洲杯。

## 俱乐部生涯

### 早年经历
孔塞桑生于葡萄牙科英布拉，父亲是前葡萄牙国脚、前波尔图主教练沙治奧·干斯卡奧，两个哥哥塞尔吉奥和罗德里戈也是职业足球运动员。由于两位哥哥效力于貝倫人，孔塞桑也在贝伦人开启足球生涯，至2011年8岁的时候才转到士砵亭青训学院，在那里度过了六个赛季。父亲沙治奧担任波尔图主教练后，孔塞桑也随之转到波尔图的青训学院，获租借到波尔图的支线球队帕德罗恩斯，2018年正式加入波尔图青训队。

### 波尔图
2020年8月，孔塞桑与波尔图签下生涯首份职业合同，合同期限至2023年。同年9月，孔塞桑在波尔图对阵葡甲联赛中瓦尔津献上职业生涯处子秀，惟波尔图0比1输给对手。
2021年1月15日，孔塞桑父亲征召他参加对阵本菲卡的联赛，他在比赛中替换奧塔維奧·蒙泰羅上场，最终波尔图1比1战平。2021年2月13日，孔塞桑首次在葡超联赛中首发，在波尔图对阵博維斯塔的“无敌德比”（Derby da Invicta）中2比2战平。四天后，孔塞桑在对阵尤文图斯的欧冠联赛16强比赛的最后时刻替补上场，成为参加欧冠联赛时年纪第二小的波尔图球员（年纪最小的是鲁本·内维斯）。月底，孔塞桑正式加入一线队。
2021至22赛季，孔塞桑共代表波尔图出战33场比赛，率领球队拿下联赛及杯赛雙料冠軍。其中只有四场比赛首发，包括一场联赛。整个赛季一共打入三球，第一个进球是在对阵費倫斯的葡萄牙盃第四轮比赛中罚入的点球，帮助波尔图5比1主场大胜对手；另外一个是2022年1月8日对阵埃斯托里爾比赛中攻入的联赛首球，替补法比奥·卡多佐上场不到两分钟便打入，在场督战的孔塞桑父亲疯狂庆祝。

### 阿贾克斯
2022年7月21日，孔塞桑与荷甲俱乐部阿贾克斯签订五年合同，合同附带违约金条款。九天后，阿贾克斯2022年告魯夫盾比赛中3比5输给PSV燕豪芬，孔塞桑全场坐冷板凳，未有上场机会。8月8日，孔塞桑首次代表阿積士青年隊出战，在客场对阵泰斯達的荷乙比赛中1比1战平。9月3日，孔塞桑迎来自己在阿贾克斯一线队的首秀，在比赛第61分钟替补进两球的史提芬·貝雲積上场，帮助球队4比0主场战胜甘堡爾。
没过多久，阿贾克斯主教练阿尔弗雷德·斯赫勒德表示打算把孔塞桑放在安东尼的后面，方便孔塞桑适应新团队。然而，就算后来安东尼离开球队，孔塞桑的替补地位一直没有变动，穆罕默德·庫杜斯成了最受球队青睐的手法右边锋。由于不会说荷兰语或英语，孔塞桑在球队过得也很煎熬，只能通过在二线队踢球来使用荷兰的球赛。
2022年11月1日，阿贾克斯在欧冠联赛小组赛对阵流浪者，孔塞桑在比赛中攻入个人欧冠首球，帮助球队3比1取胜。而在2023年荷兰杯决赛中，孔塞桑在第75分钟替补史堤芬·貝格曉斯上场，帮助球队1比1战平PSV燕豪芬，但球队输掉了点球大战。

### 重返波尔图
2023年9月1日，波尔图宣布孔塞桑结束到阿贾克斯的一年租借期归队，身披之前在波尔图穿过的10号球衣作战。消息指合同包括买断选项，价值1000万欧元，倘若孔塞桑在25场比赛中打满45分钟，则强制买断。
然而归队的孔塞桑不受波尔图球迷待见，批评者包括波尔图市长胡伊·莫雷拉。面对外界的质疑，孔塞桑用表现来反驳。2023年11月3日，波尔图主场0比1输给埃斯托里爾，首发出场的孔塞桑表现出色。11月11日，波尔图在联赛客场2比1击败维多利亚，孔塞桑助攻波尔图首球，亲自攻入第二球。此后波尔图客场3比0战胜法马利康，孔塞桑也有进球。一个月后，孔塞桑在波尔图5比3主场战胜頓內次克礦工的2023–24年歐洲冠軍聯賽分組賽最后一轮比赛中攻入在波尔图的欧冠首球。
2024年1月，密切关注孔塞桑表现的阿贾克斯提出重新租借，被波尔图婉拒，事后波尔图正式买下孔塞桑。3月3日，孔塞桑在波尔图5比0战胜本菲卡的比赛中表现抢眼，助攻加雷諾拿下第二枚进球。同样在3月，孔塞桑凭借出色表现，被国际体育研究中心认定为仅次于热雷米·多库的第二佳盘带球员。4月17日，2023–24年葡萄牙盃半决赛次回合，孔塞桑助攻并射门，帮助球队3比1客场战胜维多利亚，顺利进军决赛。4月23日，波尔图宣布续签孔塞桑五年，薪资1000万欧元，孔塞桑另外享有转会费20%的分成。虽然波尔图赛季表现欠佳，只能拿到联赛季军，孔塞桑的表现却十分亮眼，赛季共有8枚进球、8次助攻，帮助球队在5月26日的杯赛决赛中2比1击败士砵亭。
因伤病问题，孔塞桑未能入选波尔图新赛季首发阵容，外界盛传他和父亲跟波尔图新任主教练维克多·布鲁诺有龃龉，他拒绝上场比赛。即便布鲁诺出面否认传闻，孔塞桑开始计划离开波尔图，彼时意甲球队尤文图斯正与他就个人条款达成协议。

### 尤文图斯
2024年8月27日，孔塞桑获租借至尤文图斯一个赛季，薪资高达700万欧元，此外如果尤文图斯晋级2025年至2026年歐洲冠軍聯賽，还可获得300万欧元奖金。同月，他接过費德里科·奇薩退役留下的尤文7号球衣，与葡萄牙国家队队友基斯坦奴·朗拿度效力尤文图斯时同个号码。
9月1日，在0比0逼平羅馬的比赛中替补上场，首次代表尤文出战。接下来的几场比赛，孔塞桑因在训练时拉伤腿筋，未能参加，至9月28日回归，在3比0战胜热那亚的比赛中攻入尤文生涯首球。10月2日，尤文客战RB萊比錫的欧冠联赛联赛阶段比赛，孔塞桑在尤文只剩10人应战的局面下，于第12分钟替补上场，先是助攻队友扳平比分，继而在最后时刻打入绝杀球，帮助尤文3比2险胜对手。

## 国家队生涯
孔塞桑代表葡萄牙U16、U17和U18出战15次，贡献3枚进球。2021年3月，他参加2021年欧洲U-21足球锦标赛，在3月25日对阵克羅地亞的比赛中首次代表葡萄牙U21出战，以1比0拿下胜利。最终葡萄牙在决赛中0比1不敌德國，屈居亚军。2023年6月，孔塞桑参加2023年U21歐洲國家盃。结果葡萄牙在7月2日的四分之一决赛中被英格蘭0比1淘汰。
2024年3月15日，孔塞桑获罗伯托·马丁内斯执教的葡萄牙國家足球隊征召，参加对阵瑞典和斯洛文尼亞的友谊赛。他在3月26日对阵斯洛文尼亚的友谊赛中献上国家队处子秀，结果葡萄牙0比2落败。
2024年5月21日，孔塞桑入选葡萄牙参加2024年歐洲足球錦標賽的26人最终名单。6月18日，他在对阵捷克的F組第一轮中第90分钟出场，两分钟后攻入个人在葡萄牙国家队的首球，帮助葡萄牙2比1逆转取胜。24年前的2000年6月20日，孔塞桑的父亲沙治奧在对阵德國的2000年歐洲足球錦標賽中上演帽子戏法，因此孔塞桑父子是继恩里科·基耶萨（1996年进球）和費德里科·奇薩（2020年进球）父子之后，第二对在欧洲杯进球的父子档。缺席对阵土耳其的比赛后，他在对阵格魯吉亞的小组赛最后一轮首发出场，打满90分钟，惟葡萄牙0比2输给对手。淘汰赛阶段，孔塞桑先是在对阵斯洛文尼亞的八分之一决赛中出场，最终葡萄牙在互射十二碼阶段3比0取胜。之后在迎战法國的四分之一决赛上场，惟葡萄牙点球大战3比5输给法国。
2025年5月，孔塞桑入选葡萄牙参加2025年歐洲國家聯賽決賽周大名单。6月4日的半决赛中，孔塞桑替补上场，为葡萄牙打入第一球，帮助葡萄牙2比1战胜德国，取得24年来面对德国的首胜，顺利挺进决赛。之后在决赛对阵西班牙，双方鏖战120分钟后进入点球大战，最终葡萄牙5比3战胜对手。

## 比赛风格
孔塞桑年轻有为，身材矮小（1.70米），经常被葡萄牙媒体拿来跟梅西比较，有时也被球迷和媒体称为“奥利瓦尔梅西”。

## 生涯统计

### 俱乐部
最後更新：2025年5月25日
| 俱乐部           | 赛季     | 联赛     | 联赛 | 联赛 | 国家杯 | 国家杯 | 联赛杯 | 联赛杯 | 欧战 | 欧战 | 总计 | 总计 |
| 俱乐部           | 赛季     | 组别     | 出场 | 进球 | 出场   | 进球   | 出场   | 进球   | 出场 | 进球 | 出场 | 进球 |
| ---------------- | -------- | -------- | ---- | ---- | ------ | ------ | ------ | ------ | ---- | ---- | ---- | ---- |
| 波尔图B队        | 2020–21  | 葡甲     | 20   | 4    | —      | —      | —      | —      | —    | —    | 20   | 4    |
| 波尔图           | 2020–21  | 葡超     | 14   | 0    | 1      | 0      | 0      | 0      | 2    | 0    | 17   | 0    |
| 波尔图           | 2021–22  | 葡超     | 25   | 2    | 4      | 1      | 1      | 0      | 3    | 0    | 33   | 3    |
| 波尔图           | 总计     | 总计     | 39   | 2    | 5      | 1      | 1      | 0      | 5    | 0    | 50   | 3    |
| 阿積士青年隊     | 2022–23  | 荷乙     | 7    | 5    | —      | —      | —      | —      | —    | —    | 7    | 5    |
| 阿贾克斯         | 2022–23  | 荷甲     | 19   | 0    | 5      | 0      | —      | —      | 4    | 1    | 28   | 1    |
| 波尔图（租借）   | 2023–24  | 葡超     | 27   | 5    | 6      | 1      | 2      | 1      | 8    | 1    | 43   | 8    |
| 尤文图斯（租借） | 2024–25  | 意甲     | 26   | 3    | 2      | 1      | —      | —      | 9    | 1    | 37   | 5    |
| 生涯总计         | 生涯总计 | 生涯总计 | 138  | 19   | 18     | 3      | 3      | 1      | 26   | 3    | 185  | 26   |

注释
1. ↑  葡萄牙盃、荷蘭盃
2. ↑  葡萄牙聯賽盃
3. 1 2 3  欧洲冠军联赛
4. ↑  两场欧洲冠军联赛、一场欧足联欧洲联赛
5. ↑  欧洲冠军联赛出战三场、进球一枚，欧洲联赛出战一场

### 国家队
最後更新：2025年6月8日
| 国家队 | 年份 | 出场 | 进球 |
| ------ | ---- | ---- | ---- |
| 葡萄牙 | 2024 | 8    | 1    |
| 葡萄牙 | 2025 | 3    | 1    |
| 总计   | 总计 | 11   | 2    |

### 国家队进球纪录
进球比分与最终比分以葡萄牙得分为先
| # | 日期          | 场地                 | 对手 | 进球比分 | 最终比分 | 比赛                     |
| - | ------------- | -------------------- | ---- | -------- | -------- | ------------------------ |
| 1 | 2024年6月18日 | 德国莱比锡红牛竞技场 | 捷克 | 2–1      | 2–1      | 2024年歐洲足球錦標賽F組  |
| 2 | 2025年6月4日  | 德国慕尼黑安联竞技场 | 德国 | 1–1      | 2–1      | 2025年歐洲國家聯賽決賽周 |

## 荣誉记录
波尔图
- 葡萄牙足球超级联赛冠军：2021–22（英语：2021–22 Primeira Liga）[10]
- 葡萄牙盃冠军：2021–22（英语：2021–22 Taça de Portugal）[10]、2023–24[32]

### 國家隊
葡萄牙
- 歐洲足協國家聯賽冠軍：2024-25賽季

个人
- 葡萄牙联赛月度最佳年轻球员（英语：SJPF Young Player of the Month）：2024年3月[63]